# Mỹ Hội, huyện Cao Lãnh
Mỹ Hội là một xã thuộc huyện Cao Lãnh, tỉnh Đồng Tháp, Việt Nam.

## Địa lý
Xã Mỹ Hội nằm ở trung tâm huyện Cao Lãnh, có vị trí địa lý:
- Phía bắc giáp xã Mỹ Thọ
- Phía đông bắc giáp xã Tân Hội Trung
- Phía đông giáp xã Bình Hàng Trung
- Phía nam giáp xã Mỹ Xương
- Phía tây, tây nam giáp thị trấn Mỹ Thọ.

Xã có diện tích 16,88 km², dân số năm 1999 là 10.022 người, mật độ dân số đạt 594 người/km².

## Lịch sử
Sau năm 1975, Mỹ Hội là một xã thuộc huyện Cao Lãnh.
Ngày 5 tháng 1 năm 1981, Hội đồng Chính phủ ban hành Quyết định 4-CP về việc chia huyện Cao Lãnh thành hai huyện lấy tên là huyện Cao Lãnh và huyện Tháp Mười. Xã Mỹ Hội thuộc huyện Cao Lãnh.
Ngày 23 tháng 2 năm 1983, Hội đồng Bộ trưởng ban hành Quyết định 13-HĐBT về việc thành lập thị xã Cao Lãnh trên cơ sở điều chỉnh một phần diện tích và dân số của huyện Cao Lãnh. Xã Mỹ Hội thuộc huyện Cao Lãnh.
Ngày 27 tháng 6 năm 1989, Hội đồng Bộ trưởng ban hành Quyết định 77-HĐBT về việc thành lập xã Tân Hội Trung trên cơ sở tách 490 hécta diện tích tự nhiên với 1.626 nhân khẩu của xã Mỹ Hội.
Sau khi điều chỉnh địa giới hành chính, xã Mỹ Hội có 1.853 hécta diện tích tự nhiên và 8.216 nhân khẩu.